# Viciria rhinoceros
Viciria rhinoceros es una especie de araña saltarina del género Viciria, familia Salticidae. Fue descrita científicamente por Hasselt en 1894.
Habita en Indonesia (Célebes).